# Orlické Podhůří
Orlické Podhůří je obec v okrese Ústí nad Orlicí v Pardubickém kraji. Leží na severním a východním břehu Tiché Orlice. Žije zde 686 obyvatel.

## Historie
Obec Orlické Podhůří vznikla postupným sloučením tří dřívějších obcí: roku 1949 byla ke Rvišti připojena Dobrá Voda a roku 1960 Říčky. Dne 16. února 1961 byla celá obec Rviště přejmenována na Orlické Podhůří, název novodobě odvozený z polohy vsí v podhůří Orlických hor.

## Obyvatelstvo
| Rok            | 1869  | 1880  | 1890  | 1900  | 1910  | 1921  | 1930  | 1950 | 1961 | 1970 | 1980 | 1991 | 2001 | 2011 | 2021 |
| -------------- | ----- | ----- | ----- | ----- | ----- | ----- | ----- | ---- | ---- | ---- | ---- | ---- | ---- | ---- | ---- |
| Počet obyvatel | 1 306 | 1 328 | 1 337 | 1 203 | 1 221 | 1 157 | 1 054 | 835  | 845  | 803  | 694  | 561  | 598  | 585  | 638  |
| Počet domů     | 200   | 192   | 193   | 199   | 202   | 201   | 202   | 224  | 212  | 207  | 188  | 221  | 226  | 239  | 251  |

## Obecní správa

### Části obce
V současné době má obec tři katastrální území odpovídající původním obcím:
- V západní části Rviště (kam kromě vesnice Rviště patří ještě osady Horní a Dolní Rozsocha, Kaliště a Perná). Na jihovýchodní straně, směrem k Dobré Vodě, leží hřeben s vrcholy Zátvor (udává se výška 479 až 496 metrů) a Hůrka (546 metrů).
- Ve střední části Dobrá Voda u Orlického Podhůří (k níž patří kromě vesnice Dobrá Voda i osady či samoty Luh, Bezpráví, menší část osady Klopoty a Borek přiléhající z jihu ke Rvišti). Nad Bezprávím dominuje bezejmenný kopec o výšce 522 metrů.
- V jihovýchodní části Říčky (kromě vesnice Říčky též osada Klopoty a jižně od kopce Podhořín o výšce 528 metrů ještě samota Háje).

### Obecní symboly
Znak a vlajka byly obci uděleny rozhodnutím předsedy Poslanecké sněmovny Parlamentu České republiky dne 22. října 2008.

## Další fotografie

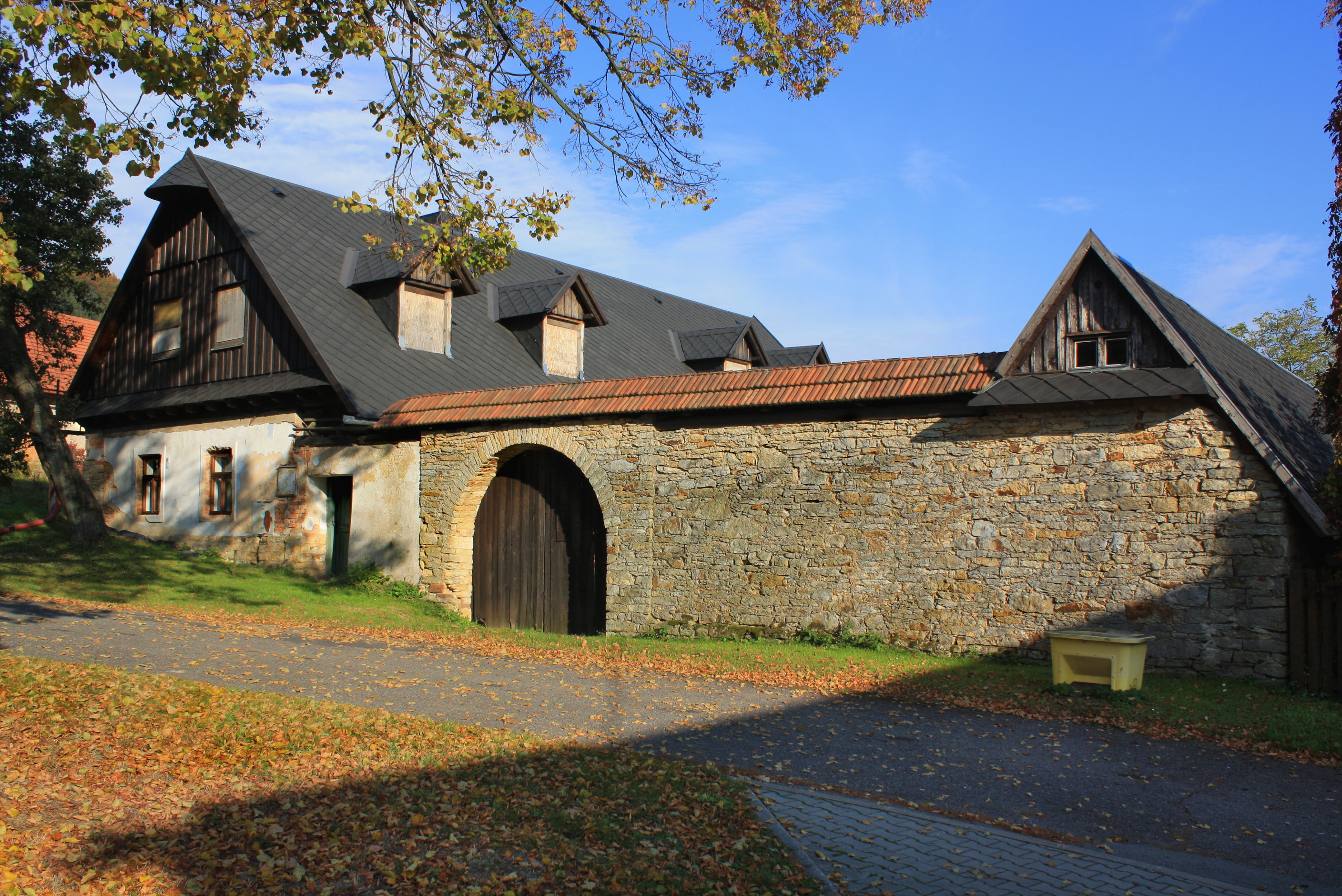
Chalupa v Dobré Vodě
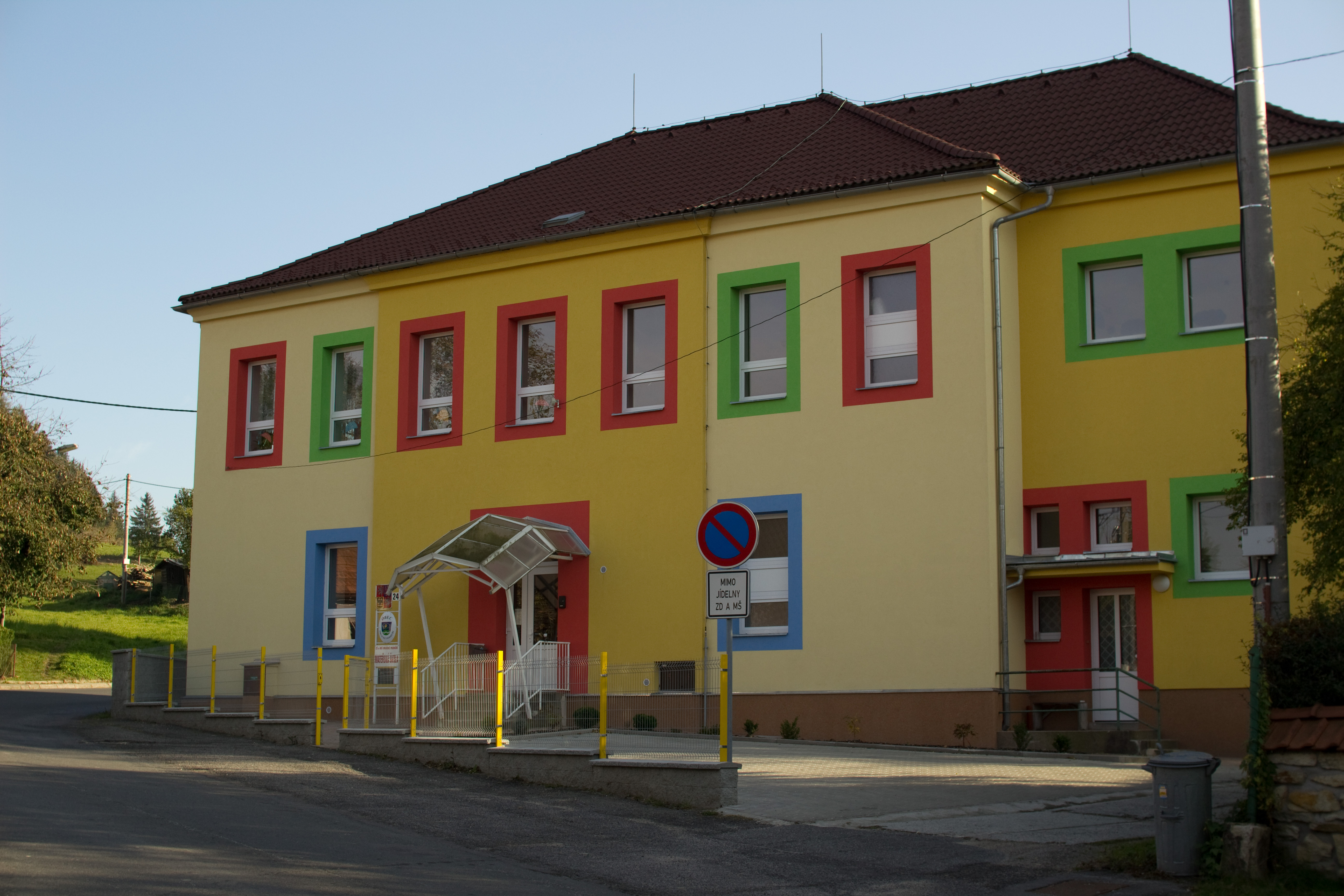
Škola ve Rvišti
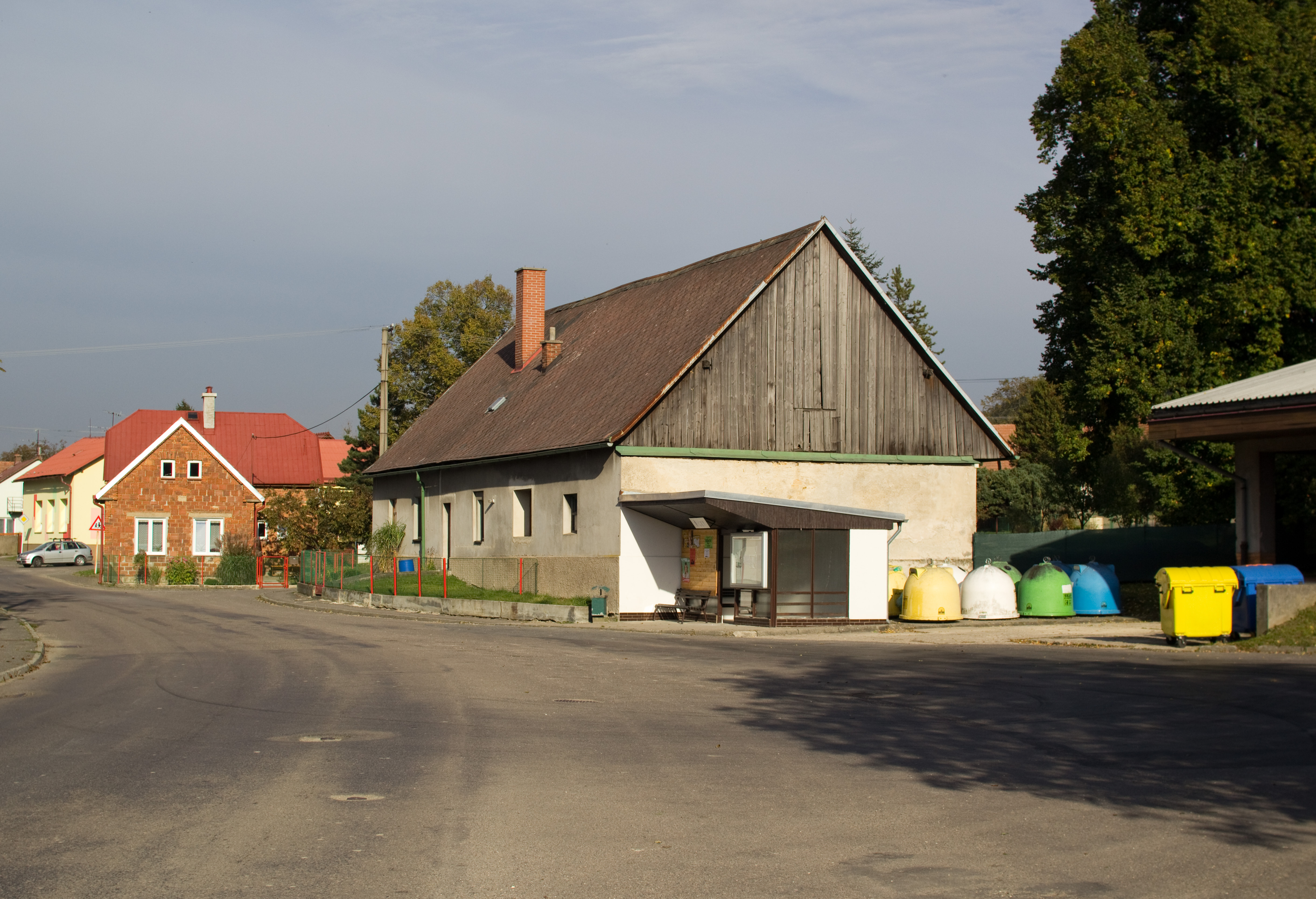
Náves v Říčkách
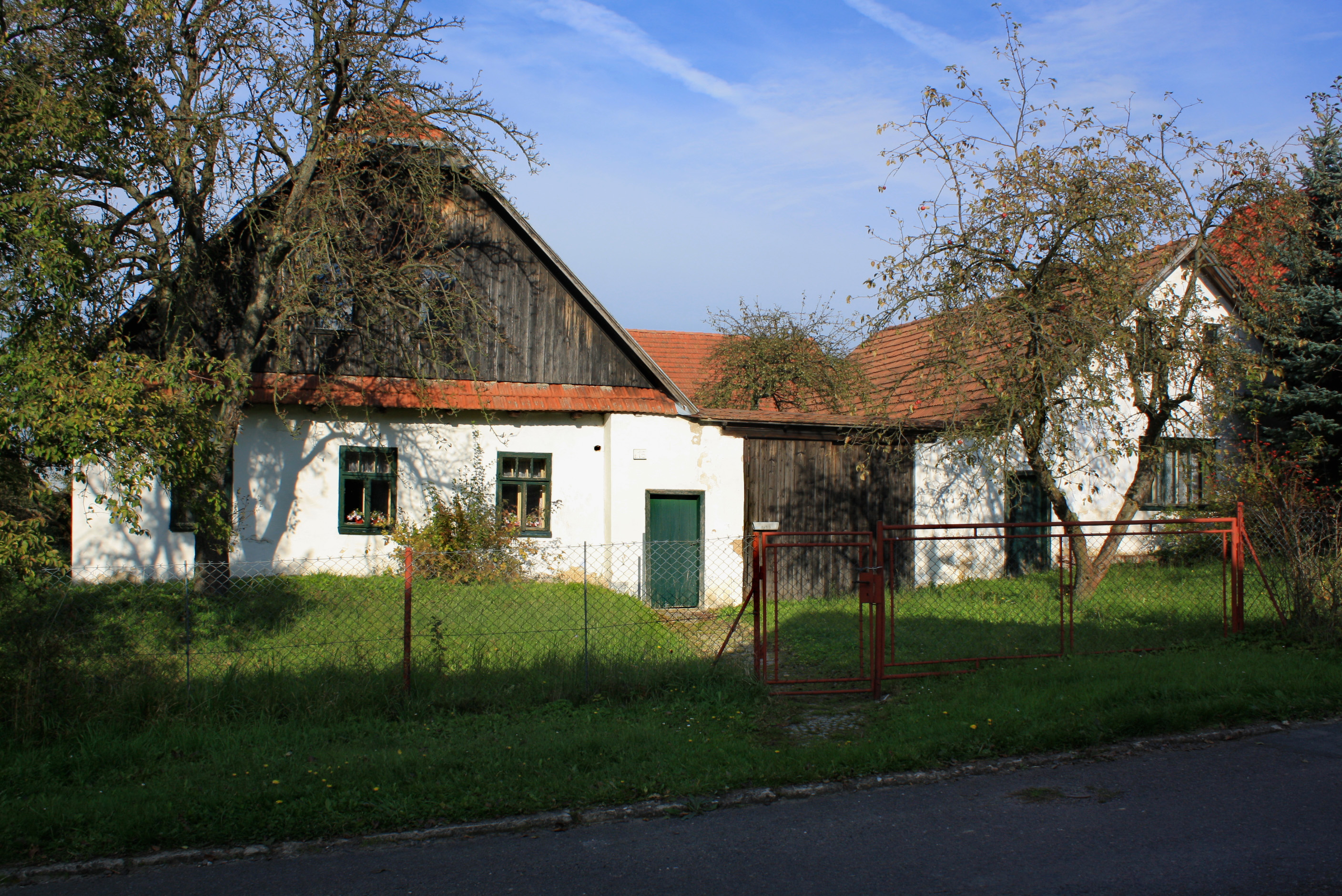
Bývalý statek v Říčkách